# 아와 수군
아와 수군(일본어: 阿波水軍)은 센고쿠 시대에서 아즈치 모모야마 시대에 걸쳐 다이묘 모리 가문(森家)이 거느렸던 아와(阿波) 도쿠시마번(徳島藩)의 수군이다.

## 역사
모리 진고베(森甚五兵衛)라는 이름은 대대로 모리 가문의 당주가 대대로 세습해왔던 이름으로 그 당주들은 진고베(甚五兵衛)라는 이름 뒤에 본명이 붙는다.
모리 가문은 1590년 도요토미 히데요시(豊臣秀吉)의 일본 통일 이전부터 아와 수군을 맡고 있었다. 때문에 아와 수군은 좁은 의미로는 도쿠시마 번의 수군을 의미하지만 넓은 의미로는 아즈치 모모야마 시대 무렵의 하치스카 가문(蜂須賀家)의 아와 입국 이전의 모리 가문이 통솔하던 수군을 가리킨다.
덴쇼 13년(1585년) 당주 무라하루(村春)가 도요토미 히데요시의 시코쿠 공격 당시 기쓰 성(木津城, 나루토시鳴門市) 및 이와쿠라 성(岩倉城, 미마시美馬市) 공략에도 공을 세워서 히데요시로부터 시코쿠 평정 뒤 3천 석을 하사한다는 약속이 적힌 주인장(朱印状)을 받았으며 훗날 18만 석을 얻어 아와에 들어 온 하치스카 이에마사(蜂須賀家政)도 이 주인장을 인정하였다. 그는 후쿠이 장(福井庄)의 쓰바키도마리(椿泊)를 본거지로 삼고 후쿠이 장에 2,525석 9두승(1석은 10두), 다른 다섯 촌에 500석 합쳐 3,026여 석을 받았으며 1592년의 임진왜란(일본명 분에이의 역)에도 수군을 거느리고 참전하였는데, 6월 2일 당포 해전(唐浦海戦)에서 전사하였다. 한편 아들 다다무라(忠村)와 조카 무라시게(村重)는 당포 해전에서 세운 전공이 있어 다다무라는 이에마사로부터 칼을 하사받았으며, 무라시게는 조선에서 많은 포로들을 끌고 왔다는 것이 당시 조선측 피로인이었던 정희득의 《월봉해상록》(月峯海上録)에 실려 있다.
모리 수군은 오사카 겨울 전투(大坂冬の陣) 및 오사카 여름 전투에도 참전했으며, 도쿠가와 이에야스의 막번(幕藩)체제 확립 과정에서의 중요한 역할을 하였다.
하치스카 가문의 지배에 든 도쿠시마 번에서 수군의 수장으로써 모리 가문은 번의 중로(中老)직을 맡았고, 참근교대(参勤交代)를 도맡았다. 또한 16대 모리 진고베 무라히라(村晟)는 메이지 유신(明治維新)이나 무진전쟁(戊辰戦争)에서 메이지 신정부를 도와 가신단을 이끌고 종군하며 각지를 전전하였다.

## 같이 보기
- 마쓰라토
- 무라카미 수군